# Zonopimpla aguilari
Zonopimpla aguilari är en stekelart som beskrevs av Ian D. Gauld 1991. Zonopimpla aguilari ingår i släktet Zonopimpla och familjen brokparasitsteklar. Inga underarter finns listade i Catalogue of Life.